# ヨーロッパリモートセンシング衛星

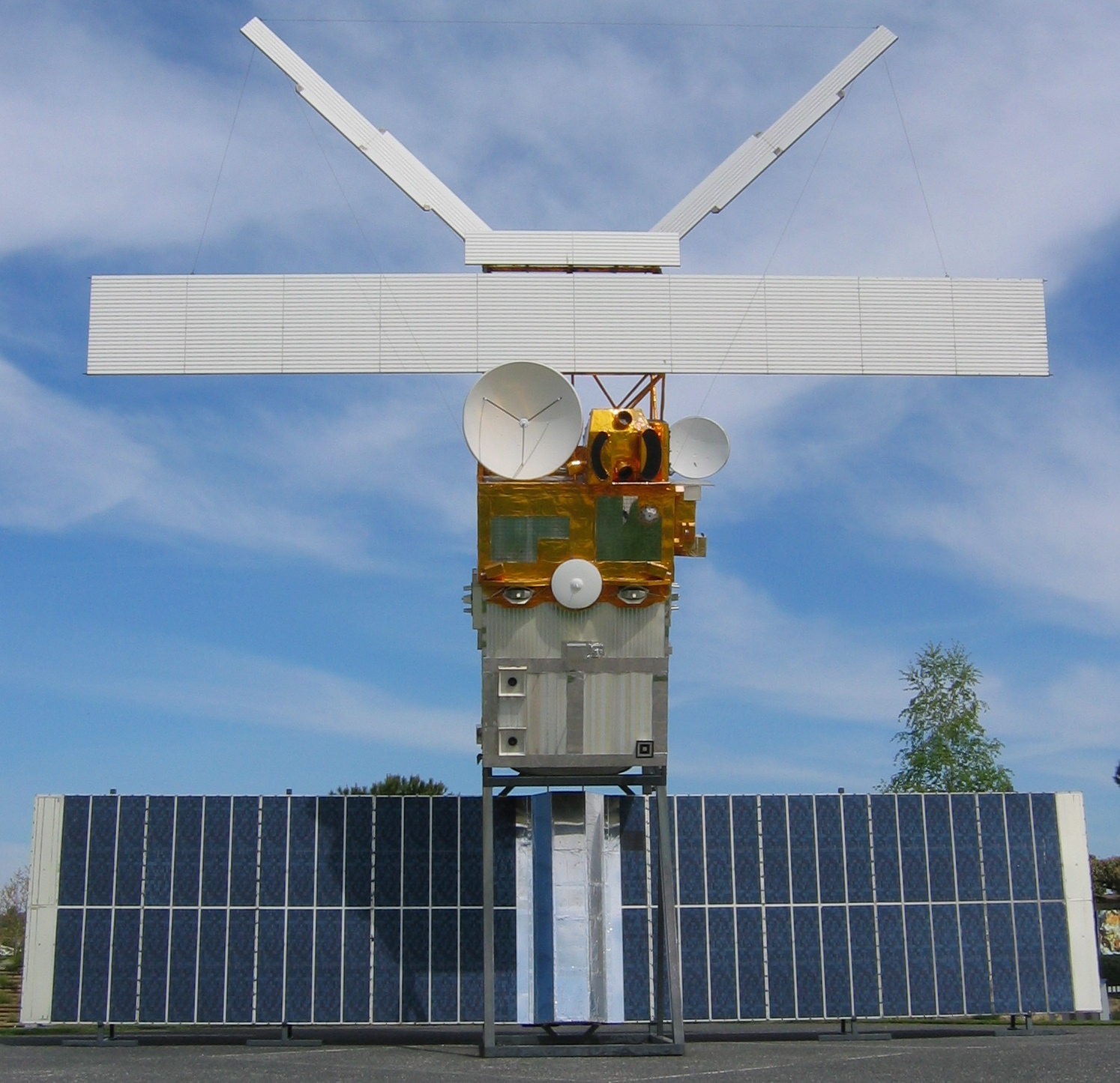
ERS-2の等身大模型

ヨーロッパリモートセンシング衛星(European Remote-Sensing Satellite、ERS)は、欧州宇宙機関の最初の地球観測衛星である。

## ERS-1 (1991〜2000)
ERS-1は、1991年7月17日にアリアン4でフランス領ギアナのKourouから打ち上げられた。高度782-785 kmの太陽同期極軌道 (軌道傾斜角98.52度)に打ち上げられた。ERS-1は、設計寿命を大きく超え、2000年3月10日まで運用された。3日、35日、336日の繰り返しサイクルで様々なミッションを行った。336日周期のミッション（測地ミッション）では、レーダー高度計を用いて、地球の海底地形とジオイドをマッピングすることを可能とした。

## ERS-2 (1995〜2011)
後継機のERS-2は、1995年4月21日にアリアン4でフランス領ギアナのギアナ宇宙センターから打ち上げられた。構造はERS-1とほとんど変わらなかったが、追加の機器や改良された機器もあった。
ERS-2が打ち上げられると、ERS-1と同じ軌道平面を共有することとなった。これによりタンデムミッションとなり、ERS-2が地上のある地点を通過すると、1日後にERS-1が通過した。ERS-2は、35日の繰り返しサイクルであった。
ERS-2は、2001年2月までジャイロスコープ無しで運用され、機器によるデータの劣化が生じた。搭載されたテープドライブは、2003年6月22日に運用を停止し、残された機器は地上局が見えている間だけ観測が可能となった。テープドライブの停止以降、衛星のデータ収集能力を高めるため、追加の地上局が衛星の経路上に設置された。Wind ScatterometerとGOMEは、MetOp-Aが打ち上げられるまで運用を続けた。
ERS-2の後継機はEnvisatで、改良されたERS-2の機器の多くを搭載いていたが、その運用寿命は2011年まで延長された。7月、8月、9月に相次いでエンジンを吹かし、ERS-2は最終的に2011年9月5日に燃料が枯渇した。13時16分38秒、バッテリーが切られ、衛星は、国際標準に従って25年以内に大気圏再突入して安全に分解する軌道に残された。
その後、ERS-2は2024年2月21日午後6時17分（中央ヨーロッパ時間、協定世界時だと同日午後5時17分）に地球の大気圏に突入し、北太平洋上に落下した。

## 機器
ERS-1, ERS-2は、様々な原理を用いて地球（陸、水、氷、大気）についての情報を収集する地球観測機器を運んだ。その中には、次のようなものが含まれる。
- RA (Radar Altimeter) - Ku帯の単一周波数を用いて運用される, 鉛直直下視のレーダー高度計
- ATSR (Along-Track Scanning Radiometer) - 海面及び雲上の温度を測定するための可視・近赤外・熱赤外放射計。前方視と直下視が可能。刈幅500 km（前方視では371ピクセル, 直下視では555ピクセル）。解像度は, 前方視で1.5 km x 2 km, 直下視で1 km x 1 km。ERS-1に搭載されたATSR-1 (1996年6月まで稼働)は1.6, 3.7, 10.8, 12.0 µmのチャンネルを持っていたが, ERS-2に搭載されたATSR-2では, それらに加え, クロロフィルと植生に特化した3つの可視光域のチャンネル(0.55, 0.67, 0.87 µm)が追加された。http://atsrsensors.org/aboutATSR.htm
- AMI (Active Microwave Instrument) - 以下の2つのセンサーから構成される:
  - SAR (synthetic aperture radar) - Cバンドを用いて地表を観測する合成開口レーダー
  - WSC (Wind Scatterometer) - 風の速度と方向を計算する風散乱計。5.3 GHz帯, VV偏波。解像度25/50 km, 刈幅500 km, 入射角18〜59度。
- MWR - 大気中の水を計測するマイクロ波放射計
- GOME (Global Ozone Monitoring Experiment) - 紫外線及び可視光の分光計。ERS-2のみ。

正確に軌道を確定するために、衛星にはPRARE (Precision Range and Range-Rate Equipment)とレーザーリトロリフレクターが搭載された。PRAREは、この打上げで初めて利用された。リトロリフレクターは、レーダー高度計の精度を10 cm以内に校正するために用いられた。